# Río Ilet
El río Ilet (en ruso: Иле́ть; en mari: Элнет; en tártaro: Илләт) es un río de Rusia, afluente por la izquierda del Volga.

## Geografía
El río nace en la zona oriental de la república de Mari-El, a unos 10 km al sur de la localidad de Mari-Turek. Fluye en dirección sudoeste por un valle boscoso. Unos 10 km al sudeste de la ciudad de Morki entra por el noroeste en la república de Tartaristán.
Tras 34 km por esta región vuelve a adentrarse hacia el sur en tierra mari. Tras recibir las aguas del río Ashit toma dirección oeste por el sudeste boscoso de Mari-El. Al este de Krasnogorski se le une el Yushut, y tras unirse toman dirección sursudoeste 
Finalmente, a unos 5 km al noroeste de Volzhsk se une al Volga, que forma aquí la frontera entre las repúblicas de Mari-El y Chuvasia.
El río, de 204 km kilómetros de longitud y una cuenca de 6.471 km², permanece helado generalmente desde mediados de noviembre a mediados de abril.
Al no encontrarse en sus orillas ninguna ciudad de importancia, no tiene un papel importante en la economía del río el turismo fluvial.